# Chwiram (przystanek kolejowy)
Chwiram – nieistniejący przystanek osobowy w miejscowości Chwiram w Polsce, w województwie zachodniopomorskim, w powiecie wałeckim, w gminie Wałcz.